# Yuichi Shibakoya
Yuichi Shibakoya (født 16. juni 1983) er en tidligere japansk fodboldspiller.
Han har spillet for flere forskellige klubber i sin karriere, herunder Oita Trinita.